# Fauro
L'île de Fauro est une île de l'archipel des îles Shortland, située dans la Province occidentale des îles Salomon, à la position géographique de 6° 55′ S, 156° 04′ E. 
Le long de l'épine dorsale centrale de l'île se trouvent le Mont Pauboleala avec une altitude de 574 mètres, le Mont Lalauka avec une altitude de 517 m, et le Sharp Peak avec une altitude de 484 m.
On y parle un dialecte du mono (14 locuteurs).

## Seconde Guerre mondiale
Au début de 1942, l'île a été occupée par les Japonais jusqu'à la reddition officielle du Japon le 2 septembre 1945. En novembre 1945, Fauro a été occupée par l'armée australienne qui a établi le camp de prisonniers de guerre de Kareki jusqu'à ce que les Japonais soient rapatriés en 1946.